# 清河区1943年夏季战役
清河区1943年夏季战役，中国亦称清河区1943年夏季反“蚕食”战役，是中国抗日战争中，中日双方在山东省发生的战役。八路军清河区部队摧毁据点133处，击溃“伪”军6个团。